# Gueswendé Sawadogo
Gueswendé Sawadogo (né le 31 décembre 1977) est un coureur cycliste burkinabé.

## Palmarès
- 2005
  - Boucle du coton
- 2008
  - Boucle du coton
- 2009
  - 6e étape de la Boucle du coton